# Episacus pilosicollis
Episacus pilosicollis is een keversoort uit de familie boktorren (Cerambycidae). De wetenschappelijke naam van de soort werd in 1880, tegelijk met die van het geslacht, gepubliceerd door Charles Owen Waterhouse.